# Вейнтрауб, Сидней
Си́дней Ве́йнтрауб (англ. Sidney Weintraub, 28 апреля 1914, Нью-Йорк — 19 июня 1983) — американский экономист, представитель посткейнсианского направления в экономической науке. Входит в список «ста великих экономистов после Кейнса» по версии Марка Блауга.

## Биография
В 1938—1939 годах учился в Лондонской школе экономики. В начале второй мировой войны вернулся в США. В 1941 году получил докторскую степень в Нью-Йоркском университете. До 1943 года работал в Федеральном резервном банке Нью-Йорка. В 1943—1945 годах служил в армии.
С 1945 года преподавал в университете Сент-Джонс.
В 1951 году начал работать в Новой школе социальных исследований.
С 1952 года и до конца жизни преподавал в Пенсильванском университете.
Один из основателей и редакторов Journal of Post Keynesian Economics.
За свою карьеру прочитал более 500 лекций в США, Канаде и Европе; опубликовал 18 книг. Среди его студентов были Пол Дэвидсон и Дуглас Питерс.
В августе 1940 года он женился на Шейле Тарлоу. Отец экономиста Роя Вейнтрауба.

## Основные произведения
- «Теория цены» (Price Theory, 1949);
- «Доход и анализ занятости» (Income and Employment Analysis, 1951);
- A General Theory of the Price Level, Output, Income Distribution, and Economic Growth, 1959
- «Классическое кейнсианство, монетаризм и уровень цен» (Classical Keynesianism, Monetarism and the Price Level, 1961);
- «Кейнс, кейнсианство и монетаризм» (Keynes, Keynesians and Monetarists, 1978).
- Вайнтрауб С. Хиксианское кейнсианство: величие и упадок // Современная экономическая мысль = Modern Economic Thought (1977) / Под ред. С. Вайнтрауба; пер. с англ. под ред. В. С. Афанасьева и Р. М. Энтова. — М.: Прогресс, 1981. — С. 91—121. — 816 с. — (Экономическая мысль Запада).